# Vestiarion

Le vestiarion (en grec βεστιάριον, du latin vestiarium, « garde-robe »), parfois qualifié de basilikon (« impérial ») ou de mega (« grand »), est un des principaux départements fiscaux de l'Empire byzantin. Trouvant son origine dans l'office palatin romain tardif sacrum vestiarium, il devient indépendant au VIIe siècle sous l'autorité d'un chartoularios. À la période byzantine tardive, il est le département de la trésorerie étatique. Ce vestiarion public est différent du vestiarion privé de l'empereur, l’oikeiakon vestiarion, dirigé par le prōtovestiarios.

## Histoire
Le bureau du sacrum vestiarium est attesté en tant qu'un des scrinia du comes sacrarum largitionum dès le Ve siècle, sous la direction d'un primicerius. Au VIIe siècle, avec la scission des anciens départements romains, le sacrum vestiarium et les bureaux du scrinium argenti et du scrinium a milarensibus, qui contrôlent les ateliers monétaires, forment le département du vestiarion, sous l'autorité du chartoularios tou vestiariou (χαρτουλάριος τοῦ βεστιαρίου),. Le vestiarion fonctionne en parallèle aux autres départements fiscaux, le sakellion (avec lequel il effectue certains paiements à parts égales) et les différents logothesia ; il est responsable de la frappe de la monnaie et de la fabrication des lingots, ainsi que de l'entretien des arsenaux impériaux à Constantinople et de l'approvisionnement de la flotte et de l'armée. Après le XIIe siècle, le vestiarion devient le seul département de la trésorerie étatique. Tel quel, il traverse la période Paléologue, son dirigeant (prokathēmenos) étant responsable des recettes et des dépenses,.

## Organisation
Les informations sur la structure du département à la période mésobyzantine (fin du VIIe – XIe siècles) viennent principalement du Klētorologion de Philothée (899). On trouve sous le chartoularios tou vestiariou :
- des basilikoi notarioi du sekreton (βασιλικοί νοτάριοι τοῦ σεκρέτου), des notaires impériaux dirigeant des sous-départements, correspondant aux primiscrinii romains[5] ;
- un kentarchos (κένταρχος τοῦ βεστιαρίου, « centurion du vestiarion ») et un legatarios (λεγατάριος), aux fonctions incertaines[1],[6] ;
- un archon tēs charagēs (ἄρχων τῆς χαραγῆς, « maître de la frappe monétaire »)[6],[7],[8]. Il est probablement identifiable au chrysoepsētēs attesté ailleurs chez Philothée et dans le moins récent Taktikon Uspensky[9] ;
- le chartoularios responsable de l’exartēsis (l'arsenal naval impérial), également connu comme exartistēs (ἐξαρτιστῆς)[10],[8] ;
- des kouratores[11] ;
- des chosvaētai (χοσβαῆται), aux fonctions inconnues ; leur titre pourrait être une corruption de vestiaritai (« hommes du vestiarion »)[11] ;
- des mandatores (μανδάτορες, « messagers »), sous un prōtomandatōr[11].